# Cachoeira do Licuri
A Cachoeira do Licuri é uma queda d'água localizada na Chapada Diamantina, na cidade brasileira de Ibicoara, região central da Bahia, onde é uma das atrações turísticas.
Situa-se no Vale do Campo Redondo. Sua queda principal possui 73 metros de altura, sendo considerada uma das mais altas da Chapada, e também uma das mais bonitas.